# Skövde község
Skövde község (svédül: Skövde kommun), Svédországban, Västra Götaland megyében, Västergötland tartományban. (Korábban Skaraborg megye székhelye volt.)
A község a tartomány északkeleti részén helyezkedik el és északon Mariestad, északkeleten Töreboda, keleten Tibro, délkeleten Hjo, délen Tidaholm, délnyugaton Falköping, nyugaton Skara és Götene községekkel határos.
Észak–déli irányban a 26-os, míg kelet–nyugati irányban a 49-es főút szeli át. Skövdétől északkeletre halad a 200-as és délkeletre a 194-es megyei út. Északkelet-délnyugat irányban itt halad át a vasút „Nyugati fővonala”, amely Stockholmot köti össze Göteborggal.

## Története
A község területe megfelel a korábbi Berg, Binneberg, Böja, Edåsa, Flistad, Forsby, Frösve, Götlunda, Hagelberg, Horn, Häggum, Lerdala, Ljunghem, Locketorp, Norra Kyrketorp, Ryd, Rådene, Sjogerstad, Skövde, Suntetorp, Sventorp, Säter, Timmersdala, Vad, Varola, Våmb, Väring, Värsås és Öm sockenek területének. Az 1862-es községi reformmal megalakultak az azonos nevű vidéki községek, kivéve Sunetorp, amelyik Sventorppal közösen képzett egy községet. A környéken lévő Skövde város 1863-ban városi község lett, ami 1914-ben eggyé vált Skövde városával.
Tidans városközség 1937. november 26-án alakult meg és 1957 végén szűnt meg. Az 1952-es községi reformmal öt nagyközség alakult: Binneberg (a korábbi Binneberg, Frösve, Horn, Locketorp, Säter és Väring községekből), Skultorp (Hagelberg, Häggum, Norra Kyrketorp, Rådene és Sjogerstad községekből), Tidan (Flistad, Götlunda és Vad községekből), Timmersdala (Berg, Böja, Lerdala és Timmersdala községekből) valamint Värsås (Edåsa, Forsby, Ljunghem, Mofalla, Sventorp, Varola és Värsås községekből). Ugyanakkor Ryd, Våmb és Öm község beolvadt Skövde városába.
Skövde község az 1971-es községi reformmal alakult meg, Skövde város, Binnebergs, Skultorps, Tidans, Timmersdala és Värsås (nagy része) vidéki községek egyesüléséből.
A megalakulástól 2009-ig a Skövde kerületi bíróság hatáskörébe tartozott, azóta pedig a Skaraborg kerületi bíróság az illetékes.

### A község címere
Piros mezőben a glóriás a skövdei Szent Elin (a svéd Szent Ilona) áll, jobb kezében lefelé kardot, bal kezében egy levágott ujj ábráját tartva.
Skövde első templomát is a svéd szent tiszteletére emelték, és ő van a város pecsétjén is.

## Közigazgatási beosztás
2016-tól a község a következő körzetekre oszlik:
- Berg
- Binneberg
- Böja
- Flistad
- Forsby
- Frösve
- Götlunda
- Hagelberg
- Horn
- Häggum
- Lerdala
- Locketorp
- Norra Kyrketorp
- Ryd
- Sjogerstad-Rådene
- Skövde
- Sventorp
- Säter
- Timmersdala
- Vad
- Varola
- Vreten
- Våmb
- Väring
- Värsås

## Földrajza
Skövde község a Vänern tótól délre és a Vätterntől nyugatra fekszik, a Billingen hegytömb aljában. 
A község keleti és déli része mezőgazdasági és erdős, a Billingenen kívül elég sík terület.

## Sűrűn lakott települések
- Skövde
- Skultorp
- Stöpen
- Tidan
- Timmersdala
- Igelstorp
- Varola
- Värsås
- Väring
- Lerdala
- Ulvåker

## A népesség alakulása
| Borås község népessége (1970-2015) | Borås község népessége (1970-2015) | Borås község népessége (1970-2015) | Borås község népessége (1970-2015) | Borås község népessége (1970-2015) |
| ---------------------------------- | ---------------------------------- | ---------------------------------- | ---------------------------------- | ---------------------------------- |
| Év                                 |                                    |                                    |                                    | Fo                                 |
| 1970                               | 1970                               |                                    | 43 586                             | 43 586                             |
| 1975                               | 1975                               |                                    | 45 357                             | 45 357                             |
| 1980                               | 1980                               |                                    | 46 007                             | 46 007                             |
| 1985                               | 1985                               |                                    | 46 431                             | 46 431                             |
| 1990                               | 1990                               |                                    | 47 529                             | 47 529                             |
| 1995                               | 1995                               |                                    | 49 432                             | 49 432                             |
| 2000                               | 2000                               |                                    | 49 313                             | 49 313                             |
| 2005                               | 2005                               |                                    | 49 980                             | 49 980                             |
| 2010                               | 2010                               |                                    | 51 402                             | 51 402                             |
| 2015                               | 2015                               |                                    | 53 491                             | 53 491                             |
| Forrás:Statistiska Centralbyrån    |                                    |                                    |                                    |                                    |

## Politika

### Az önkormányzat elnöksége
| Elnökség 2014–2018 | Elnökség 2014–2018 | Elnökség 2014–2018 |
| ------------------ | ------------------ | ------------------ |
| Elnök              | KD                 | Conny Brännberg    |
| Első alelnök       | M                  | Tord Gustafsson    |
| Második alelnök    | S                  | Monica Green       |

- KD - Kereszténydemokrata párt
- M  - Mérsékelt párt
- S  - Szociáldemokrata párt

## Testvérvárosok
Skövde 5 testvérvárosa:
- Halden, Norvégia
- Ringsted, Dánia
- Vammala, Finnország
- Kuressaare, Észtország
- South Derbyshire, Anglia

Több községgel együtt tagja a SERN (Sweden Emilia-Romagna Network) hálózatnak, amely elősegíti a részt vevő svéd községek és az Emilia-Romagna, olasz tartomány közötti együttműködést.

## Fordítás
- Ez a szócikk részben vagy egészben  a   Skövde kommun című svéd Wikipédia-szócikk fordításán alapul.  Az eredeti cikk szerkesztőit annak laptörténete sorolja fel. Ez a jelzés csupán a megfogalmazás eredetét és a szerzői jogokat jelzi, nem szolgál a cikkben szereplő információk forrásmegjelöléseként.